# Vrhpolje, Ljubovija
Vrhpolje (izvirno srbsko Врхпоље) je naselje v Srbiji, ki upravno spada pod Občino Ljubovija; slednja pa je del Mačvanskega upravnega okraja.

## Demografija
V naselju živi 765 polnoletnih prebivalcev, pri čemer je njihova povprečna starost 39,8 let (38,2 pri moških in 41,7 pri ženskah). Naselje ima 316 gospodinjstev, pri čemer je povprečno število članov na gospodinjstvo 3,12.
To naselje je, glede na rezultate popisa iz leta 2002, večinoma srbsko.
|  |

| Demografija | Demografija     | Demografija     |
| Leto        | Št. prebivalcev | Št. prebivalcev |
| ----------- | --------------- | --------------- |
|             |                 |                 |
|             |                 |                 |
|             |                 |                 |
|             |                 |                 |
| 1948        | 1369            |                 |
| 1953        | 1378            |                 |
| 1961        | 1389            |                 |
| 1971        | 1201            |                 |
| 1981        | 1201            |                 |
| 1991        | 1034            | 1030            |
| 2002        | 992             | 985             |
|             |                 |                 |

| Etnična sestava po popisu iz leta 2002 | Etnična sestava po popisu iz leta 2002 | Etnična sestava po popisu iz leta 2002 | Etnična sestava po popisu iz leta 2002 | Etnična sestava po popisu iz leta 2002 |
| -------------------------------------- | -------------------------------------- | -------------------------------------- | -------------------------------------- | -------------------------------------- |
| Srbi                                   | Srbi                                   |                                        | 976                                    | 99,08%                                 |
| Črnogorci                              | Črnogorci                              |                                        | 3                                      | 0,30%                                  |
| Slovenci                               | Slovenci                               |                                        | 1                                      | 0,10%                                  |
| Madžari                                | Madžari                                |                                        | 1                                      | 0,10%                                  |
| Albanci                                | Albanci                                |                                        | 1                                      | 0,10%                                  |
| Neznano                                | Neznano                                |                                        | 3                                      | 0,30%                                  |